# اس‌تی‌اس-۷۸
اس‌تی‌اس-۷۸ (انگلیسی: STS-78) یکی از مأموریت‌های برنامه شاتل‌های فضایی بود که در تاریخ ۲۰ ژوئن ۱۹۹۶ از پایگاه فضایی کندی به مقصد فضا شد. این مأموریت که حدوداً هفده روز به طول انجامید توسط شاتل کلمبیا انجام گرفت. هدف اصلی این مأموریت انجام برخی تحقیقات زیست‌شناسی در فضا و جاذبه صفر بود. 